# Tafalisca bahiensis
Tafalisca bahiensis är en insektsart som först beskrevs av Henri Saussure 1878.  Tafalisca bahiensis ingår i släktet Tafalisca och familjen syrsor. Inga underarter finns listade i Catalogue of Life.